# Добчице
Добчѝце (на полски: Dobczyce) е град в Южна Полша, Малополско войводство, Мишленишки окръг. Административен център е на градско-селската Добчишка община. Заема площ от 12,97 км2.

## Население
Според данни от полската Централна статистическа служба, към 1 януари 2014 г. населението на града възлиза на 6 457 души. Гъстотата е 498 души/км2.